# Haruna
Haruna är öar i Finland. De ligger i Finska viken och i kommunen Kyrkslätt i landskapet Nyland, i den södra delen av landet. Öarna ligger omkring 42 kilometer sydväst om Helsingfors.
Arean för den av öarna koordinaterna pekar på är 0,2 hektar och dess största längd är 90 meter i nord-sydlig riktning. Närmaste större samhälle är Kyrkslätt, 18,4 km norr om Haruna.